# 新疆人民会堂
新疆人民会堂（維吾爾語：شىنجاڭ خەلق سارىيى‎），位于新疆维吾尔自治区乌鲁木齐市沙依巴克区，是召开新疆维吾尔自治区人民代表大会会议、中国人民政治协商会议新疆维吾尔自治区委员会会议等政治会议的场所。新疆人民会堂也举办经济、文化等活动。是首批被列入《中国20世纪建筑遗产名录》的建筑之一。

## 历史

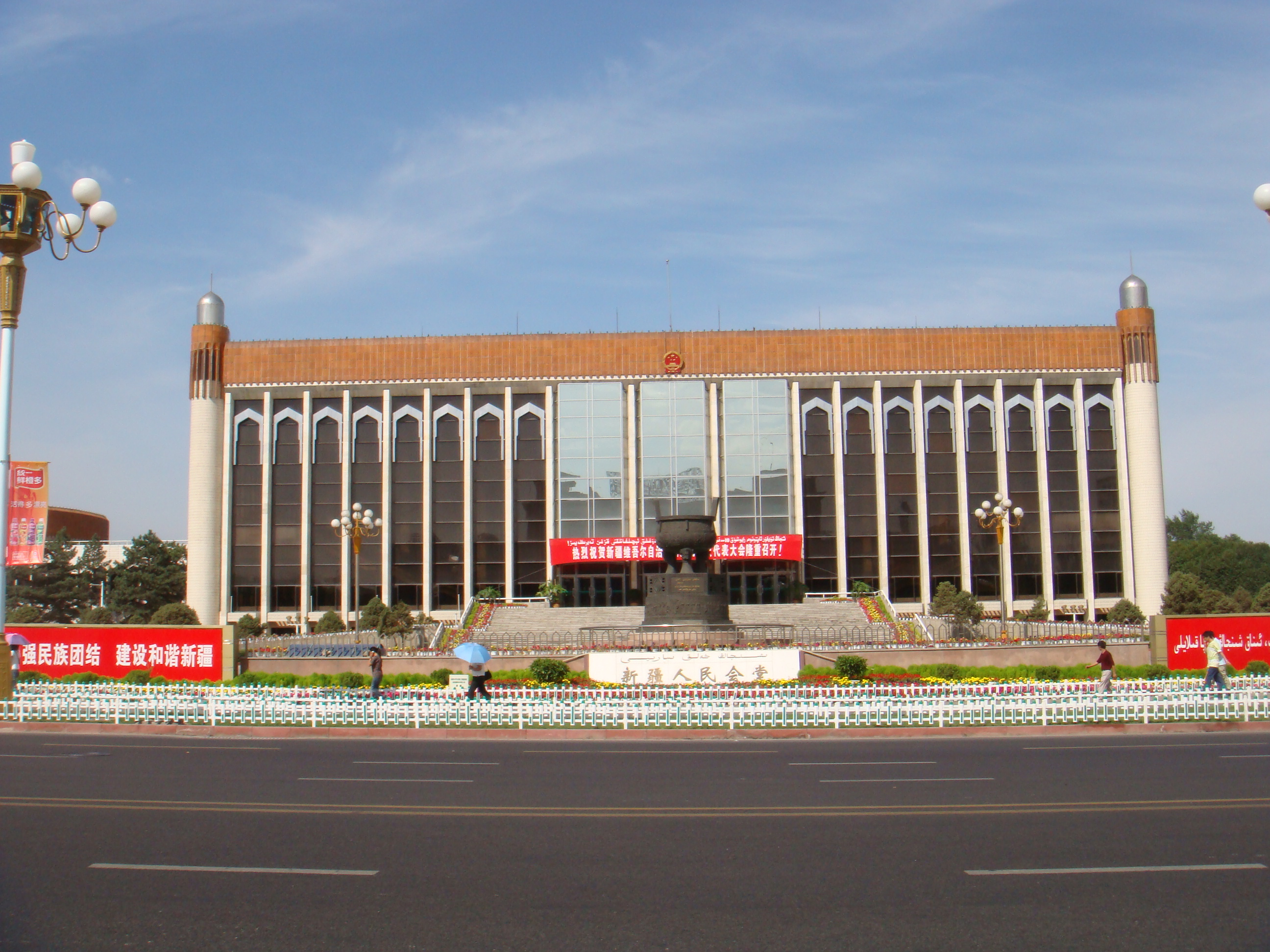
2008年的新疆人民会堂

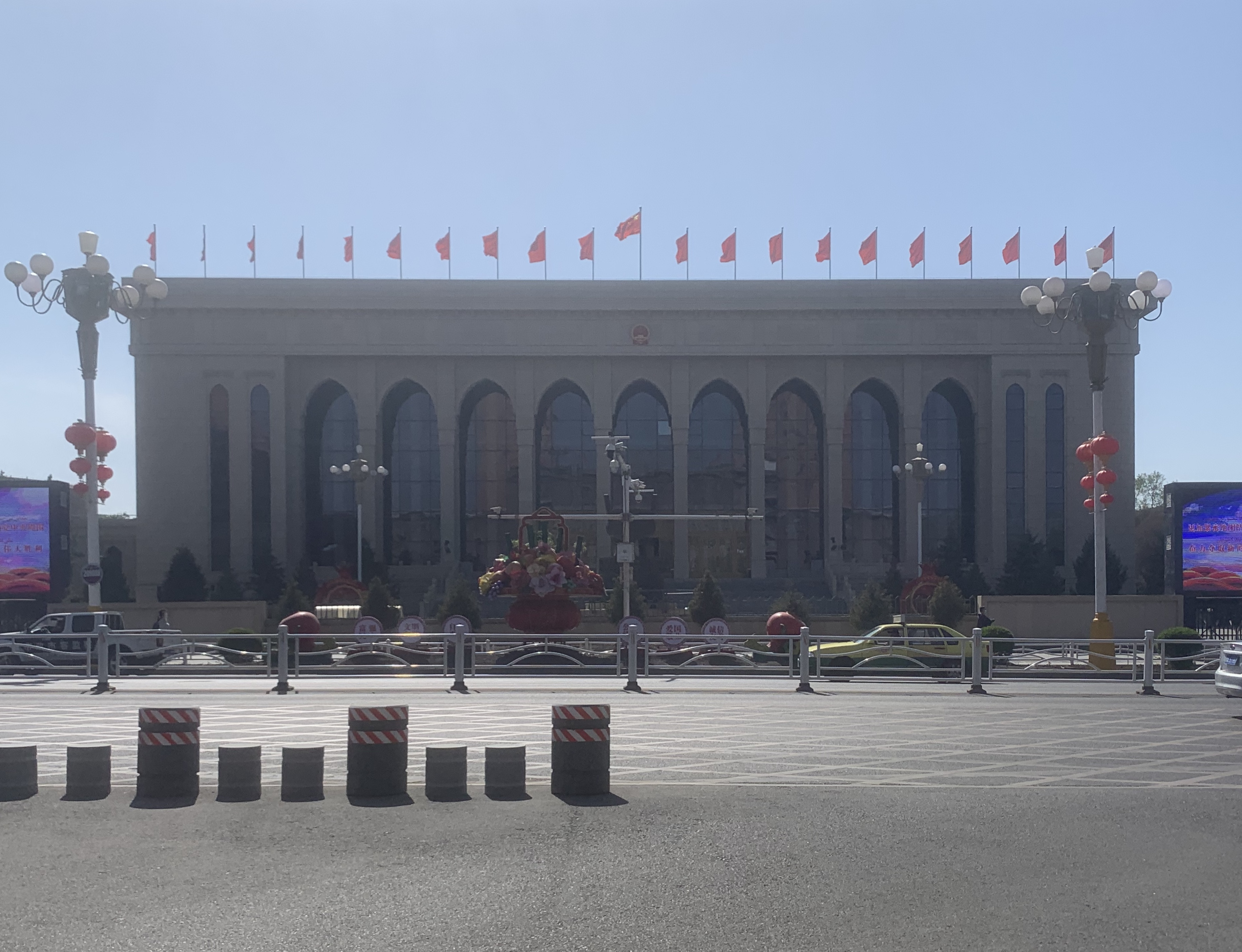
2021年的新疆人民会堂

新疆人民会堂是新疆维吾尔自治区成立30周年献礼工程，投资6400万人民币。1985年5月，新疆乌鲁木齐建工局设计院（今新疆建筑设计研究院）的工程师孙国城、韩希琛、王小东开始设计工作。新疆维吾尔自治区第四建筑公司（今中建新疆建工（集团）有限公司所属四分公司）于6月初开始动工。1985年8月31日，正式建成。10月投入使用。新疆人民会堂的建设是20世纪80年代的新疆修建规模最大、新工艺最多、工程进度最快、施工时间最短的建筑工程。新疆人民会堂也成为当时新疆十大建筑之一，是乌鲁木齐市的标志建筑。1993年，获得中国建筑学会建筑创作奖。1999年7月起，新疆人民会堂隶属于新疆维吾尔自治区人民代表大会常务委员会办公厅领导和管理，并设有新疆人民会堂管理中心。
2005年，新疆人民会堂的加固改造工程作为新疆维吾尔自治区重点工程竣工，此次改造投资近8000万元人民币。此次改造主要围绕内部改造和舞台改造。对舞台吊杆、灯光渡桥、大幕拉幕机、照明设施、电梯、舞台等设施设备进行修缮和改造，并对设备布局进行重新分配。2015年，新疆人民会堂再次进行维修改造工程。此次改造包括对新疆人民会堂室内装饰装修改造、外墙及屋面改造以及室外环境改造等项目。2016年9月，新疆人民会堂被中国文物学会、中国建筑学会列入首批《中国20世纪建筑遗产名录》。2021年9月，新疆人民会堂被列为第三批乌鲁木齐市历史建筑。

## 建筑
新疆人民会堂坐落在中华人民共和国新疆维吾尔自治区乌鲁木齐市沙依巴克区友好北路77号，位于友好北路西侧，与新疆昆仑宾馆隔路相望，南与新疆美术馆（原新疆维吾尔自治区展览馆）毗邻，北侧是乌鲁木齐市儿童公园（原北艺公园）。
新疆人民会堂占地面积46,700平方米，建筑面积30,000平方米，是混凝土框架、钢屋架结构的三层建筑。建筑主体宽140米，高超过35.2米。会堂由正厅和侧厅构成，中间有游廊相连。经改造后，新疆人民会堂风格有所改变。最初建成时，新疆人民会堂为不严格对称的建筑。新疆人民会堂正厅外部四角原有2米直径的抱角柱，顶端有不锈钢制穹窿顶，如邦克楼一般。正厅前壁和侧墙原由汉白玉柱与茶色玻璃相间，改造后建筑外立面改为浅黄色的卡拉麦里金花岗岩。
会堂正厅室内设置有大厅、多功能舞台、观众厅、排练厅等。其中会堂的大厅长约71米，宽32米，高10米，是举办重要活动的公共场所，也可穿过大厅通往观众厅。大厅保留有阿布都克里木·纳斯尔丁创作的壁画《天山之春》，壁画长24米，高5.6米，由大理石和马赛克镶嵌而成。其内容是民族团结、建设新疆。大厅顶有5个方形藻井，和大理石地面一样，都采取了新疆传统建筑中常见的纹样进行装饰，如雪莲纹样、石榴花纹样等。大厅共24根立柱，立柱柱头有新疆传统立柱中的拱龛的风格，也有中原建筑中常见的莲花造型。柱身则有巴旦木花纹的浅浮雕。新疆人民会堂的观众厅分为上下两层，可容纳超过2800人，观众大厅跨度54米，深42米。观众厅呈放射圆弧形。顶棚由数百块钢丝网水泥板构成直径不同的弧线，并装有钢屋架，每根梁高6米。新疆人民会堂侧厅则包括以维吾尔民族风格为主的喀什厅、和田厅、吐鲁番厅，以哈萨克民族风格为主的伊犁厅、阿勒泰厅，以蒙古民族风格为主的巴州厅、博州厅等15个地、州、市的会议厅和多功能厅等。侧厅是圆形楼层球节点钢网架屋顶，侧厅的部分厅采用梁柱式结构。

## 功能
新疆人民会堂是新疆维吾尔自治区政治、经济、外事、文化活动中心。新疆人民会堂是召开自1985年起历届中国共产党新疆维吾尔自治区代表大会会议、新疆维吾尔自治区人民代表大会会议、中国人民政治协商会议新疆维吾尔自治区委员会会议、中国共产党新疆生产建设兵团代表大会会议的地方。除政治会议外，也是新疆维吾尔自治区成立周年庆典、新疆生产建设兵团成立周年庆典等庆典的举办地。新疆人民会堂还会举办经贸洽谈会、文艺晚会等经济、文化艺术活动。